# Z Air
Z Air (anteriormente EZ Air) es una aerolínea de servicio regional de pasajeros y proveedor de ambulancia aérea de Bonaire fundada en mayo de 2000. Su sede está ubicada en Kralendijk (Bonaire), con oficinas ventas en Kralendijk (Bonaire) y Willemstad (Curazao). 

## Destinos

### Destinos regulares

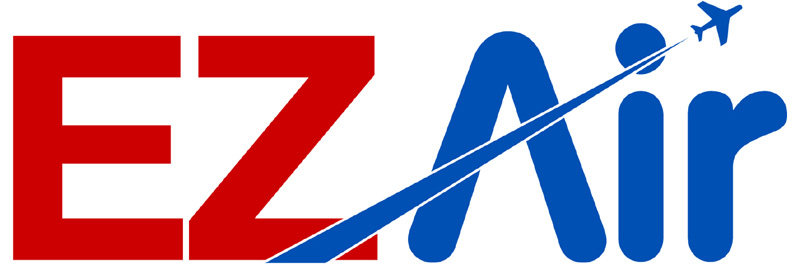
Antiguo logo

| Países        | Destinos     | Aeropuertos                                 | Notas |
| ------------- | ------------ | ------------------------------------------- | ----- |
| Aruba         | Oranjestad   | Aeropuerto Internacional Reina Beatrix      | HUB   |
| Bonaire       | Kralendijk   | Aeropuerto Internacional Flamingo           |       |
| Colombia      | Barranquilla | Aeropuerto Internacional Ernesto Cortissoz  |       |
| Colombia      | Medellín     | Aeropuerto Internacional José María Córdova |       |
| Curazao       | Willemstad   | Aeropuerto Internacional Hato               | HUB   |
| San Eustaquio | Oranjestad   | Aeropuerto F. D. Roosevelt                  |       |

### Destinos de ambulancia aérea
| Países     | Destinos    | Aeropuertos                                     |
| ---------- | ----------- | ----------------------------------------------- |
| Colombia   | Bogotá      | Aeropuerto Internacional El Dorado              |
| Colombia   | Bucaramanga | Aeropuerto Internacional Palonegro              |
| Colombia   | Cali        | Aeropuerto Internacional Alfonso Bonilla Aragón |
| San Martín | Philipsburg | Aeropuerto Internacional Princesa Juliana       |

## Flota

### Flota actual
En enero de 2025, la flota de EZ-Air consiste de las siguientes aeronaves:
| Aeronaves      | En servicio | Pedidos | Pasajeros                                         | Matrículas                                        | Antigüedad                                        |
| -------------- | ----------- | ------- | ------------------------------------------------- | ------------------------------------------------- | ------------------------------------------------- |
| Embraer E140LR | 1           | 1       | 44                                                | N841AE                                            | 22,3 años                                         |
| Embraer E140LR | 1           | 1       | 44                                                | N827AE                                            | 22,8 años                                         |
| Saab 340       | 3           | —       | 34                                                | N417XJ                                            | 27,8 años                                         |
| Saab 340       | 3           | —       | 34                                                | N304AG                                            | 27,8 años                                         |
| Saab 340       | 3           | —       | 34                                                | N362AG                                            | 26,9 años                                         |
| Total          | 3           | 2       | Edad media de la flota (enero de 2025): 26,1 años | Edad media de la flota (enero de 2025): 26,1 años | Edad media de la flota (enero de 2025): 26,1 años |

### Flota histórica
| Aeronaves               | Total | Introducido | Retirado | Pasajeros | Matrículas              |
| ----------------------- | ----- | ----------- | -------- | --------- | ----------------------- |
| Beechcraft 1900         | 2     | 2018        | 2022     | 19        | PJ-EZA y PJ-EZY         |
| Britten-Norman Islander | 3     | 2008        | 2021     | 8         | PJ-EZR, PJ-AIW y PJ-TYD |
| Cessna 182 Skylane      | 1     | ??          | ??       | 3         | ??                      |
| Learjet 55              | 1     |             |          | 10        |                         |
| Piper PA-31 Navajo      | 1     | 2007        | ??       | 7         | PJ-EZZ                  |
| Piper PA-34 Seneca      | 2     |             |          | 6         |                         |